# Daniela Hunger
Daniela Hunger (Istočni Berlin, 20. ožujka 1972.) je bivša njemačka plivačica.
Dvostruka je olimpijska pobjednica u plivanju.